# Çatmaoluk, Atakum
Çatmaoluk là một xã thuộc quận Atakum, tỉnh Samsun, Thổ Nhĩ Kỳ. Dân số thời điểm năm 2010 là 290 người.